# درها
درها یا دورز (به انگلیسی: The Doors) اولین آلبوم از گروه موسیقی راک آمریکایی، دورز، است. این آلبوم در اوت ۱۹۶۶ ضبط شد و در ژانویهٔ ۱۹۶۷ عرضه شد.
این آلبوم شامل تک‌آهنگِ موفقیت‌آورِ «Light My Fire» است که در این آلبوم ویرایشی گسترش داده شده از آن قرار دارد و شامل قسمت‌های بدون‌کلامی است برای ویرایشِ تک‌آهنگ، در نظر گرفته نشده بود.
در لیسِت ۵۰۰ آلبوم برتر تمام اعصار از دیدِ مجلهٔ رولینگ استون، درها در جایگاهِ ۴۲ قرار دارد.

## دست‌اندرکاران
- جیم موریسون: آواز و شعر
- ری منزرک: کیبورد
- رابی کریگر: گیتار الکتریک
- جان دنزمور: درام